# Joseph Vuillemin

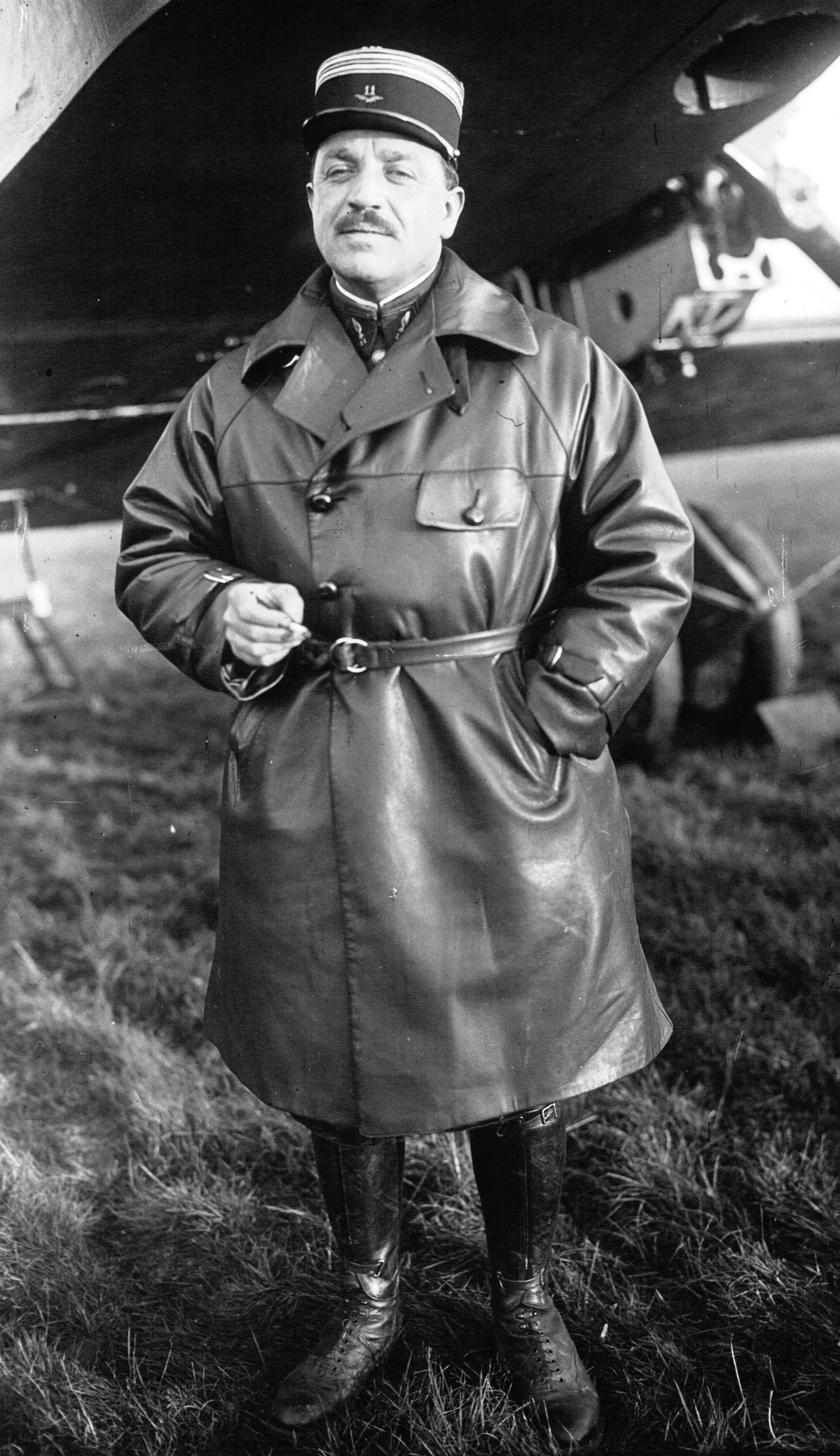
Joseph Vuillemin, 1925

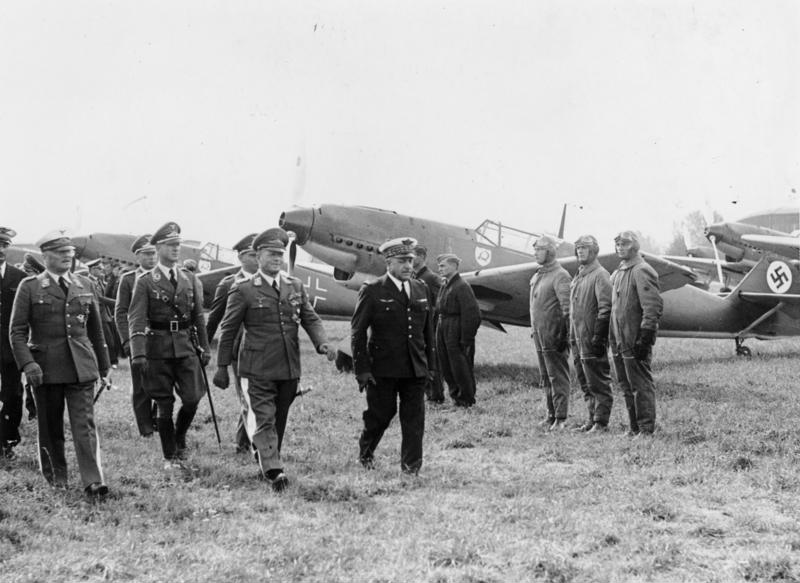
Generalleutnant Hans-Jürgen Stumpff, Staatssekretär im Reichsluftfahrtministerium General Erhard Milch und General Vuillemin schreiten die Front des Jagdgeschwader 2 „Richthofen“ ab.

Joseph Vuillemin (* 14. März 1883 in Bordeaux; † 23. Juli 1963 in Lyon) war ein französischer General und Generalstabschef der Luftstreitkräfte.

## Leben
Vuillemin diente im Ersten Weltkrieg als erfolgreicher Pilot in den französischen Luftstreitkräften. Im August 1938 besuchte er auf Einladung der deutschen Luftwaffenführung Deutschland und konnte über die Stärke der deutschen Luftwaffe sehr erfolgreich getäuscht werden.

## Auszeichnungen (Auswahl)
Französische Auszeichnungen:
- Großkreuz der Ehrenlegion, 13. Januar 1934
- Croix de guerre (1914–1918)
- Croix de guerre des Théâtres d'opérations extérieurs (T.O.E.) mit 1 Palme

Ausländische Auszeichnungen:
- Distinguished Service Order
- Royal Victorian Order

## Werke
- art du pilotage ce qu'il faut savoir du pilotage et de la navigation
- L'aviation militaire française, 1940.
- Vie du commandant Faye